# Upplands runinskrifter 1049
Upplands runinskrifter 1049 är ett nu försvunnet vikingatida runstensfragment i Björklinge kyrka, Björklinge socken och Uppsala kommun. Enligt äldre uppgifter ska runstensfragmentet finnas i kyrkogolvet.

## Inskriften
Translitterering av runraden:
[...i · lit · rita · ...]
Normalisering till runsvenska:
... let retta ...
Översättning till nusvenska:
... lät uppresa ...